# Hightown (TV-serie)
Hightown är en amerikansk kriminaldramaserie från 2020. Serien är skapad av Rebecca Cutter och producerad av Cutter, Gary Lennon, Jerry Bruckheimer, Jonathan Littman, and KristieAnne Reed. Den första säsongen består av åtta avsnitt och den svenska premiären är planerad till den 24 juni 2020 på C More.

## Handling
Serien handlar om Jackie Quinones, en lesbisk kvinna från Provincetown, Massachusetts.  Jackie är en hårt festande agent för National Marine Fishers Service som får sitt liv omkullkastat när hon upptäcker ett offer för traktens opiodepidemi på stranden.

## Rollista (i urval)
- Monica Raymund - Jackie Quinones
- Riley Voelkel - Renee Segna
- Shane Harper - Junior
- Atkins Estimond - Osito
- Amaury Nolasco - Frankie Cuevas Sr.
- Dohn Norwood - Alan Saintille
- James Badge Dale - Ray Abruzzo